# Överblick
Överblick är ett dubbelalbum av Janne Schaffer från 2004.

## Låtlista

### CD 1
1. DIGGIN’ YOU
2. LJUSET I DIG
3. DRÖMMEN OM DIG
4. HET SAND
5. ITS NEVER TOO LATE
6. FINNS DET NÅGON FRAMTID FÖR MIG
7. LET THOSE WALLS FALL DOWN
8. INGEN MINNS
9. PROGGDANCE
10. FRI
11. JAG KAN LÄSA DINA TANKAR
12. ELECTRIC GRAFITTI
13. SÅ LÄNGE JAG FÅR HA DIG KVAR
14. HALKANS AFFÄR
15. KINESER

### CD 2
1. VID SONFORSENS KÄLLA
2. SEND IN THE CLOWNS
3. NORRLAND
4. REGN
5. VISA TILL GÅSEMORA
6. VIA DANIELI
7. CLAIRE
8. TYST VÅR
9. FÖRSPEL TILL MÅNEN
10. JAG VILL HA EN EGEN MÅNE
11. BRUSA HÖGRE LILLA Å
12. RÄVEN
13. VINDBRYGGA
14. REBECKAS DRÖM
15. INDIGO